# Sunndalsfjorden
 Ikke at forveksle med  Sunndalsfjorden (Trøndelag)
Sunndalsfjorden er en fjord i Sunndal kommune i Møre og Romsdal fylke i Norge. Fjorden er en fortsættelse af Tingvollfjorden, og går fra kommunegrænsen ved Ballsneset ind til kommunecenteret Sunndalsøra. Nogen ganger kaldes begge fjordene under et for Sunndalsfjorden. Den egentlige Sunndalsfjorden er 17 kilometer lang, mens længden sammen med Tingvollfjorden er 55 kilometer.
På vestsiden omkring  halvvejs inde i fjorden ligger Øksendalsbugten og Øksendalsøra, hvor Øksendalstunnelen går mod sydøst ind til Sunndalsøra. Tunnelen er en del af fylkesvej 62 som fortsætter videre nordover på vestsiden af fjorden. På østsiden  ligger bygden Oppdøl, hvor riksvei 70 kommer fra Ålvundeid og fortsætter ind  til Sunndalsøra.
Elvene Driva og Litledalselva munder ud i Sunndalsfjorden ved Sunndalsøra. Her ligger også Aura kraftværk og et stort aluminiumsværk. Ved Øksendalsøra munder elven Usma ud i fjorden.
De indre af Sunndalsfjorden er kraftigt forurenet af miljøgifte som følge af udslip fra aluminiumværket og tidligere minedrift.